# 埃里克九世
埃里克九世（Erik Jedvardsson，約1125年—1160年5月18日），亦稱聖埃里克（Erik den helige），是1156年至1160年間的瑞典君主。
根據斯韋雷薩迦的記載，埃里克九世是耶德瓦爾德之子，1150年起成為當時的瑞典國王斯渥克爾一世的敵對國王，斯渥克爾一世於1156年12月25日在赴聖誕崇拜途中在阿爾瓦斯特拉被謀殺後，埃里克九世成為全國國王。據說埃里克九世致力維持基督教在他的領地的影響力，並將基督教傳播去芬蘭。他領導第一次瑞典十字軍東征征討異教徒的芬蘭人，並遊說烏普薩拉主教亨利留在當地傳福音，最後主教亨利成為殉教者。埃里克九世亦致力編纂他王國的法律，其後給稱為國王埃里克的法律（或稱為烏普蘭法典）。 此外，他在老烏普薩拉建立了一個修道院分會，來自丹麥奧登斯修道院。他還建立了一個不受歡迎而類似於歐洲其他地方的十一奉獻以支持教會。因為他對基督教的貢獻，他獲稱為“聖埃里克”，獲成為斯德哥爾摩的主保聖人。
1160年的耶穌升天節當埃里克九世聽完彌撒離開教堂時，瑞典貴族與對手斯渥克爾王朝的結盟在埃斯特拉羅斯的老烏普薩拉附近暗殺他，他被叛軍拉下馬跌在地上，嘲笑並刺傷他，然後斬下他的首級。埃斯特德遜王朝的馬格努斯二世（丹麥國王斯文二世私生孫亨里克·斯卡德洛和老英格的孫女之子）以丹麥貴族身份繼承王位。但是一年後，馬格努斯二世於1161年在厄勒布魯被卡爾七世謀殺。斯渥克爾王朝重新當政，直至1167年，被流放的兒子克努特一世回國，暗殺卡爾七世並於十年內統一全國後，埃里克王朝正式確立，克努特一世的兒子埃里克十世及孫子埃里克十一世相繼成為國王。
子女
1. 瑞典國王克努特一世。
2. 菲里普·埃里克松，瑞典國王克努特二世的祖父
3. 卡塔里娜·埃里克斯多塔，嫁尼爾斯·布雷克。
4. 瑪格麗特·埃里克斯多塔，嫁挪威國王斯韋雷。

| 埃里克九世埃里克王朝出生于：約1125年逝世於：1160年5月18日 | 埃里克九世埃里克王朝出生于：約1125年逝世於：1160年5月18日 | 埃里克九世埃里克王朝出生于：約1125年逝世於：1160年5月18日 |
| 統治者頭銜                                                | 統治者頭銜                                                | 統治者頭銜                                                |
| --------------------------------------------------------- | --------------------------------------------------------- | --------------------------------------------------------- |
| 前任者： 斯渥克爾一世                                     | 瑞典國王 1156年–1160年                                    | 繼任者： 馬格努斯二世                                     |